# Kanton Agon-Coutainville
Agon-Coutainville is een kanton van het Franse departement Manche in de regio Normandië. Het werd gevormd bij toepassing van het decreet van 24 februari 2014, met uitwerking op 22 maart 2015.

## Geschiedenis
Bij de vorming van het kanton werden de gemeenten, Anneville-sur-Mer en Geffosses van het kanton Lessay opgenomen, Feugères, Gonfreville, Gorges, Marchésieux, Nay, Périers, Saint-Germain-sur-Sèves, Saint-Martin-d'Aubigny, Saint-Sébastien-de-Raids van het kanton Périers, Agon-Coutainville, Blainville-sur-Mer, Boisroger, Gouville-sur-Mer, Montsurvent en Saint-Malo-de-la-Lande van het kanton Saint-Malo-de-la-Lande en Hauteville-la-Guichard, Le Mesnilbus, Montcuit, Muneville-le-Bingard, La Ronde-Haye, Saint-Aubin-du-Perron, Saint-Michel-de-la-Pierre, Saint-Sauveur-Lendelin, Vaudrimesnil van het kanton Saint-Sauveur-Lendelin. Al deze kantons werden op deze dag opgeheven. Tevens werden de gemeenten Auxais en Raids overgeheveld van het kanton Carentan. Hiermee omvatte het kanton op 22 maart 2015 in totaal 28 gemeenten.
Op 1 januari 2016 werd Boisroger opgenomen in de gemeente Gouville-sur-Mer, die hiermee de status kreeg van commune nouvelle. De gemeente werd op 1 januari 2019 uitgebreid met Anneville-sur-Mer, Montsurvent en Servigny. 
Op 1 januari fuseerden ook Ancteville, Le Mesnilbus, La Ronde-Haye, Saint-Aubin-du-Perron, Saint-Michel-de-la-Pierre, Saint-Sauveur-Lendelin en Vaudrimesnil tot de commune nouvelle Saint-Sauveur-Villages.
De toenmalige gemeenten Ancteville en Servigny waren in 2015 nog overgegaan van het kanton Saint-Malo-de-la-Lande naar het kanton Coutances maar werden op 5 maart 2020 alsnog overgeheveld naar het kanton Agon-Coutainville waardoor de gemeenten Gouville-sur-Mer en Saint-Sauveur-Villages nu geheel in het kanton liggen.
Door deze gemeentefusies nam het aantal gemeenten in het kanton af van 28 tot 20.

## Gemeenten
Het kanton Agon-Coutainville omvat de volgende gemeenten:
- Agon-Coutainville
- Auxais
- Blainville-sur-Mer
- Feugères
- Geffosses
- Gonfreville
- Gouville-sur-Mer
- Gorges
- Hauteville-la-Guichard
- Marchésieux
- Montcuit
- Muneville-le-Bingard
- Nay
- Périers
- Raids
- Saint-Germain-sur-Sèves
- Saint-Malo-de-la-Lande
- Saint-Martin-d'Aubigny
- Saint-Sauveur-Villages
- Saint-Sébastien-de-Raids

Agon-Coutainville · Avranches · Bréhal · Bricquebec-en-Cotentin · Carentan-les-Marais · Cherbourg-en-Cotentin-1 · -2 · -3 · -4 · -5 · Condé-sur-Vire · Coutances · Créances · Granville · La Hague · Isigny-le-Buat · Le Mortainais · Les Pieux · Pont-Hébert · Pontorson · Quettreville-sur-Sienne · Saint-Hilaire-du-Harcouët · Saint-Lô-1 · -2 · Valognes · Val-de-Saire · Villedieu-les-Poêles